# Orontium aquaticum
Orontium aquaticum là một loài thực vật có hoa trong họ Ráy (Araceae). Loài này được Carl Linnaeus mô tả khoa học đầu tiên năm 1753.

## Hình ảnh

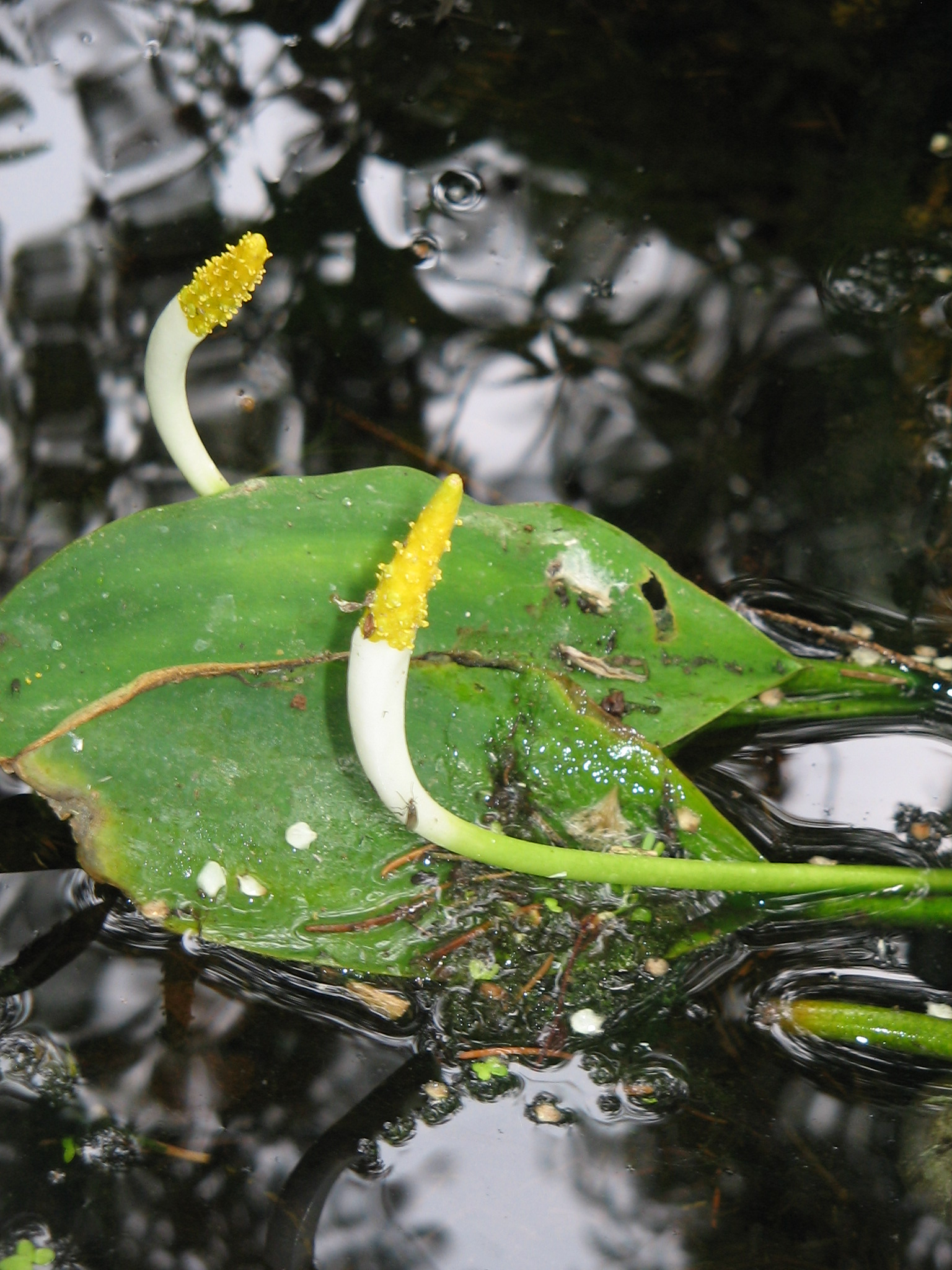
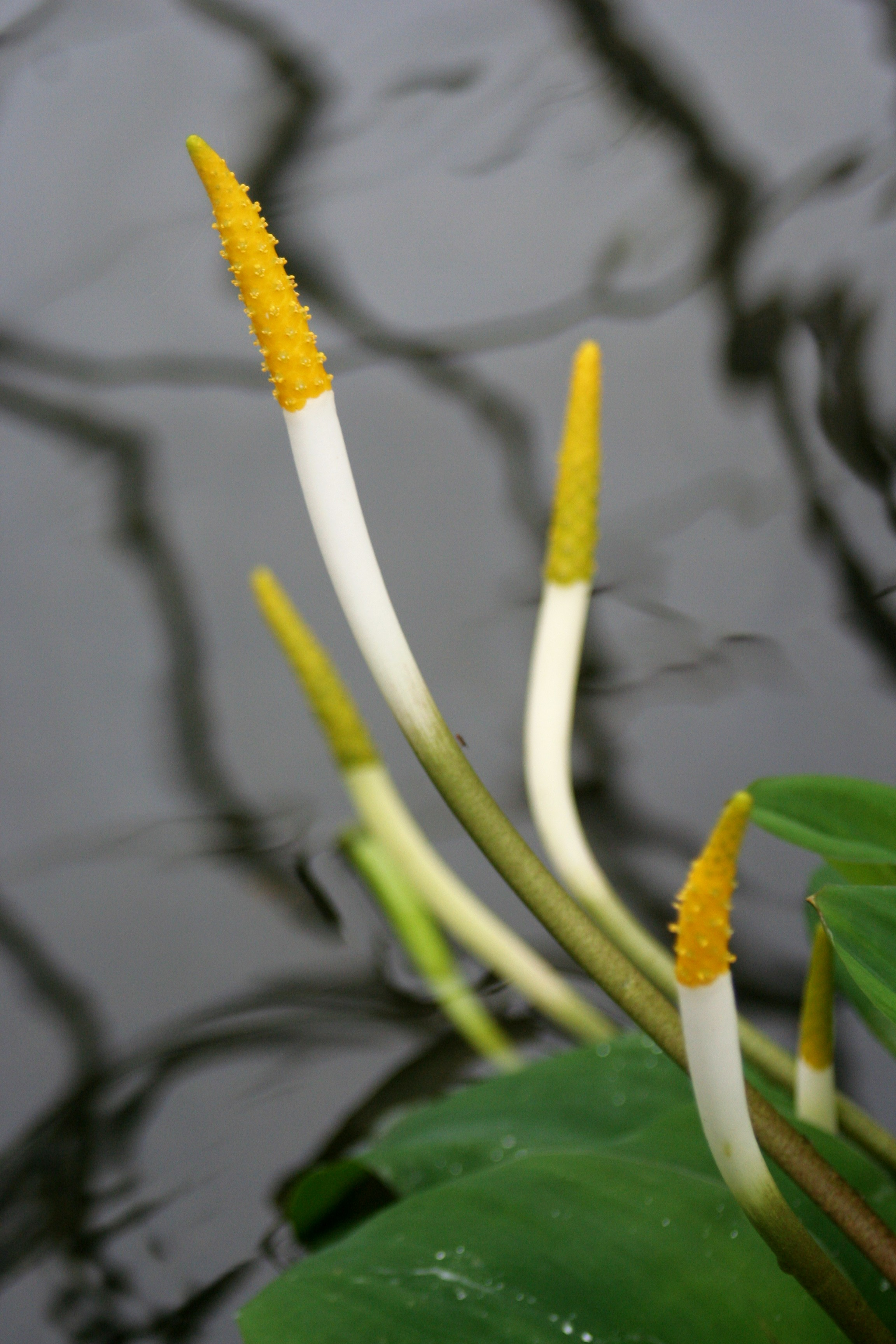
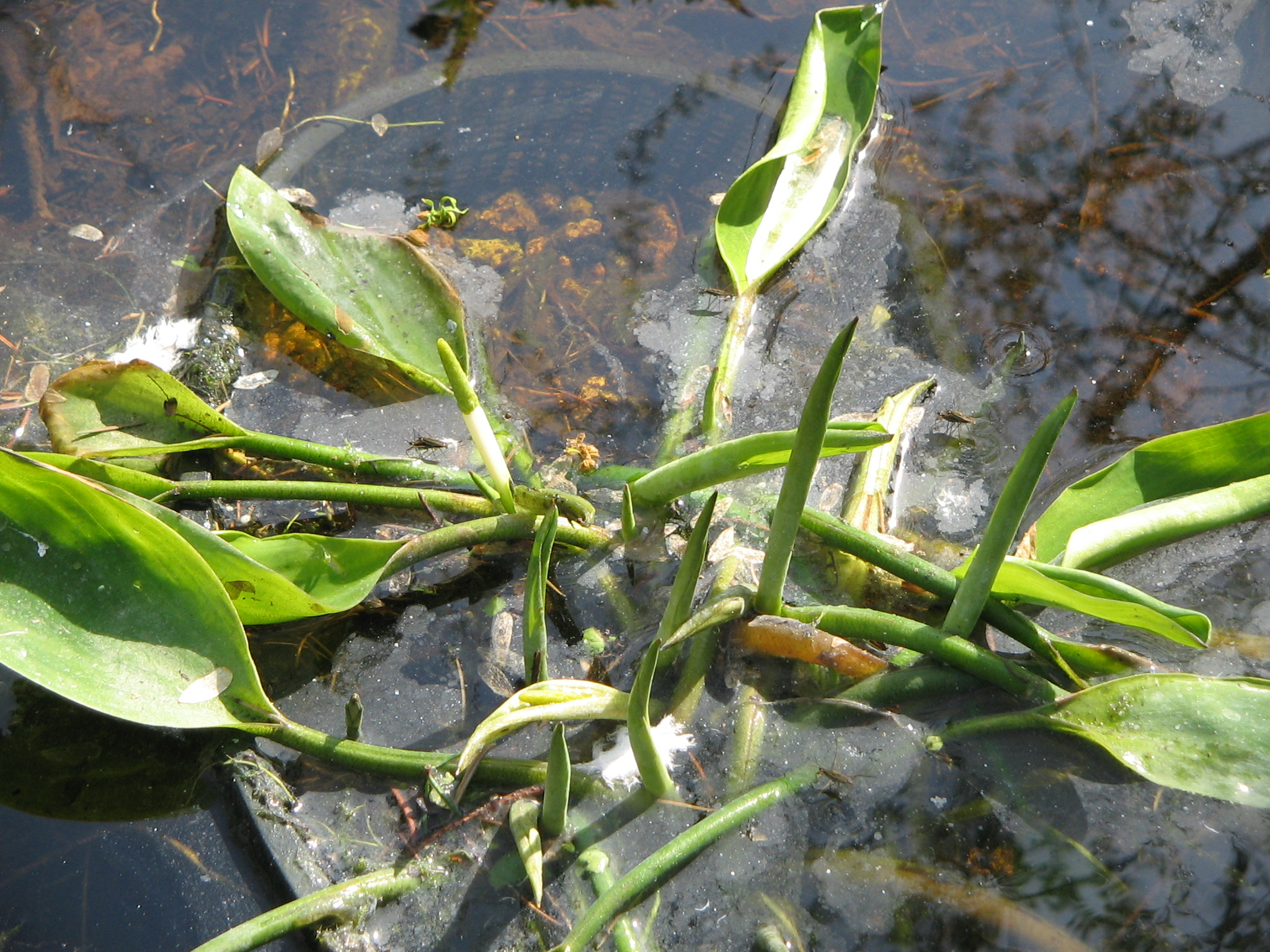
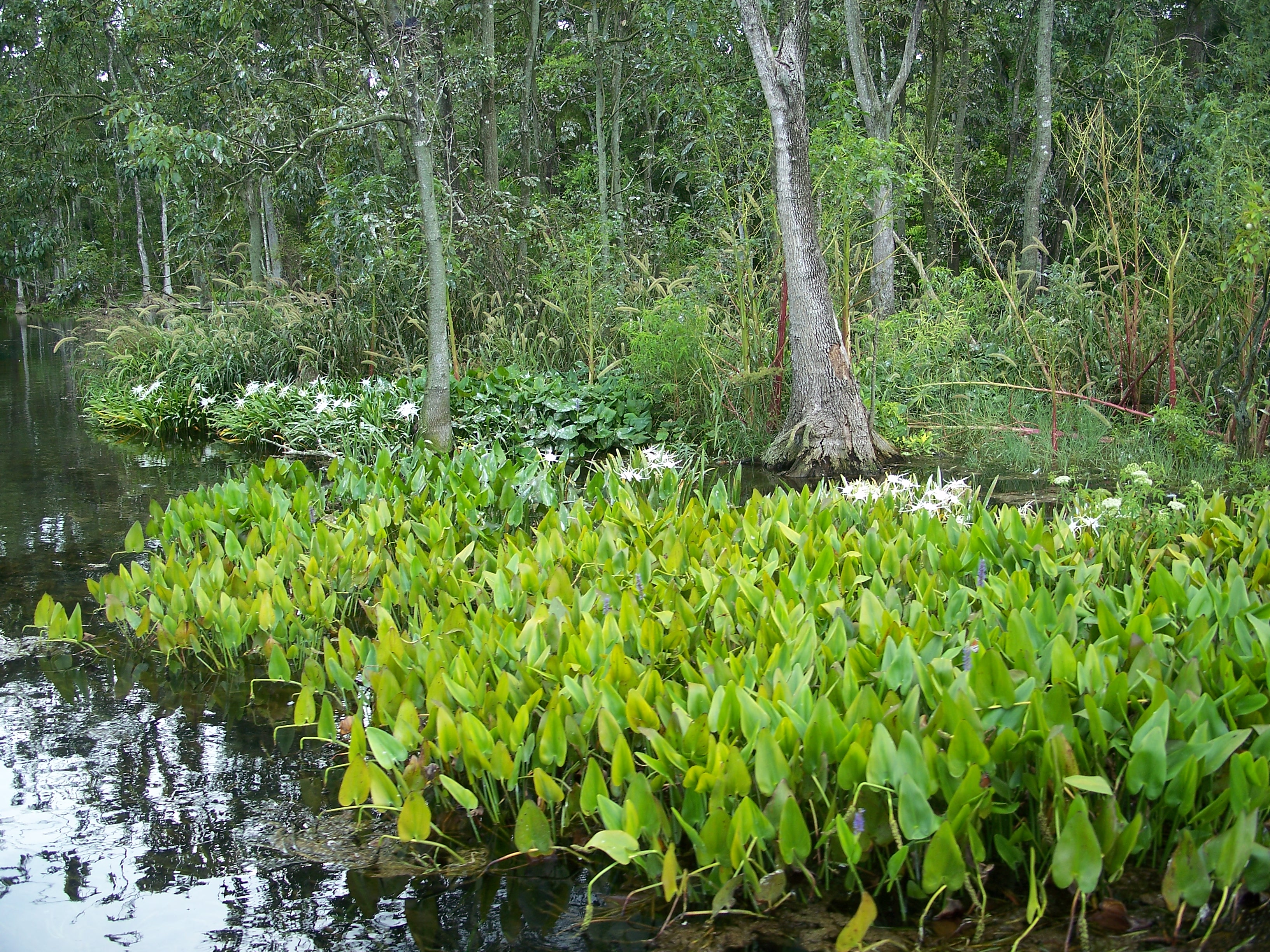